# Eucerotettix ludificator
Eucerotettix ludificator är en insektsart som beskrevs av Marius Descamps 1980. Eucerotettix ludificator ingår i släktet Eucerotettix och familjen gräshoppor. Inga underarter finns listade i Catalogue of Life.